# Intranet
In informatica e telecomunicazioni l'intranet è una rete aziendale privata completamente isolata dalla rete esterna (Internet) a livello di servizi offerti (es. tramite LAN), rimanendo dunque a solo uso interno, comunicando eventualmente con la rete esterna e altre reti attraverso opportuni sistemi di comunicazione (protocollo TCP/IP, estendendosi anche con collegamenti WAN e VPN) e relativa protezione (es. firewall).
A volte il termine è riferito, a livello logico, solo alla rete di servizi più visibile, il sistema di siti che formano uno spazio web interno (ad esempio a un'azienda o ad una organizzazione). In altre accezioni il termine può essere inteso come il sistema di informazioni e servizi di utilità generale accessibili dalla rete interna. Quando una parte della intranet viene resa accessibile a clienti, partner o altre persone esterne all'organizzazione, tale parte diventa una extranet. Se a livello tecnologico l'intranet può essere definita come la rete informatica interna basata sul protocollo TCP/IP, negli ultimi anni il concetto ha assunto una forma diversa, oltrepassando gli aspetti tecnologici per impattare fortemente sull'organizzazione dell'impresa.

## Descrizione

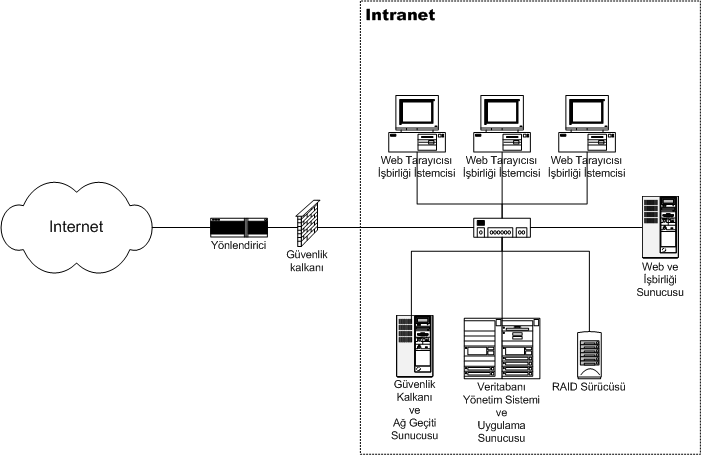
Schema intranet

### Modelli di Intranet
Attualmente la concezione più comune di intranet prevede un Corporate Portal come punto di ingresso ad applicazioni specifiche, quali:
- Publishing: pubblicazione, personalizzazione e visualizzazione dei contenuti sull'intranet, realizzando la comunicazione monodirezionale di contenuti verso il personale.
- Document management: supporto all'acquisizione ed alla gestione della conoscenza esplicita, con funzioni di archiviazione, indicizzazione, correlazione e ricerca;
- Community: supporti alla comunicazione e all'interazione tra utenti attraverso servizi interattivi (forum, mailing list, instant messaging, chat etc), finalizzati alla gestione della conoscenza implicita all'interno dell'azienda;
- Collaborative work: supporto alla collaborazione e al teamworking (ad esempio groupware, e-room, videoconferenze etc);
- Legacy integration: supporto all'accesso ai sistemi informativi aziendali, ai dati e alle procedure dei sistemi gestionali e di tutti gli altri applicativi in azienda;
- Self Service: funzionalità in grado di erogare servizi interattivi ai dipendenti, come e-learning, rubrica del personale, modulistica, help desk informatico etc.

Le modalità di impiego, utilizzo e gestione di queste funzionalità possono essere estremamente diverse per ogni azienda. Tanto che sotto il termine 'intranet' ricadono applicazioni difformi per obiettivi, funzionalità, attività supportate, tecnologie usate e legami con gli altri sistemi aziendali.
Concettualmente possiamo ipotizzare di vedere diverse sedi dove sono presenti delle LAN connesse tra loro attraverso Internet, MAN o WAN. Il gruppo di LAN che condivide le risorse disponibili nelle varie sedi, dislocate anche a molti chilometri di distanza tra loro, viene definita Intranet.
Le LAN che fanno parte di una intranet hanno normalmente indirizzi IP e maschere di sottorete totalmente differenti, e si collegano tra loro attraverso router, gateway, proxy.

### Usi e vantaggi di una Intranet
L'Osservatorio permanente sulle Intranet della School of Management del Politecnico di Milano, nato nel 2002 con l'obiettivo di comprendere lo stato delle applicazioni Intranet e dei nuovi Sistemi Informativi in Italia, ha evidenziato come dietro al termine Intranet si nascondono, nelle imprese, applicazioni assai eterogenee. Le intranet aziendali sono state classificate in quattro diversi modelli (Informative, Istituzionali, Operative e di Knowledge Management) in base ai servizi offerti, alla luce dei quali è stato possibile descrivere ed interpretare meglio gli approcci seguiti in termini di strategie, soluzioni di governance e scelte tecnologiche. Nel rapporto 2006 dell'Osservatorio, su un campione di più di 110 casi di studio, emerge come finalmente le Intranet mostrano segnali di evoluzione verso una prospettiva nuova ed ambiziosa. Pur conservando la loro natura di strumenti incentrati sulla persona, le Intranet avanzate integrano nuovi strumenti di comunicazione e collaborazione e si fondono con altri Sistemi Informativi tradizionali per creare i Virtual Workspace.
La intranet serve ad evitare problemi di comunicazione interna. Anche un'organizzazione di dimensioni ridotte può avere problemi di comunicazione. La maggior parte del personale viene a conoscenza di certe situazioni chiacchierando durante la pausa caffè. Le storie si modificano man mano che passano di bocca in bocca e alla fine il personale è male informato e scontento. Se poi l'azienda o l'ente dispone di telelavoratori, lavoratori fuori sede, dipendenti che si spostano di frequente, oppure è un ente "virtuale", i problemi di comunicazione diventano ancora più critici. Perché un ente o un'azienda abbia successo, è necessario che tutti i dipendenti ne condividano gli obiettivi. Nessun obiettivo, a breve o a lungo termine, deve essere confinato alle riunioni. Tutti devono lavorare per obiettivi comuni.
Una intranet è il mezzo ideale per pubblicare rapporti settimanali, promemoria; per dare vita a bacheche virtuali, messaggistica immediata e chat moderate. In questo modo, tutti dispongono delle medesime informazioni. Serve a risparmiare tempo: una intranet consente di pubblicare informazioni utili per tutti i dipendenti: dalle politiche aziendali alla richiesta di ferie, alla rassegna stampa, alla rubrica telefonica, ecc, e comporta un enorme risparmio di tempo.
La intranet migliora l'utilizzo della posta elettronica. Inviare per posta elettronica più versioni dello stesso documento o della stessa presentazione può generare confusione e talvolta un eccesso di informazioni. Con una intranet, gli utenti possono lavorare su diversi file condivisi e disporre di una posizione centrale in cui salvare la versione più aggiornata. In questo modo si risparmia anche spazio sul server. Non è poca cosa: la presenza di diverse versioni di file su ciascun computer occupa spazio prezioso. Il concetto di intranet risale al 1994, anno in cui Steven Telleen concepì il termine. Alcuni anni dopo, in un'intervista, il ricercatore dirà: "Quando coniai il termine IntraNet alla Amdahl, nell'estate del 1994, questo sembrava più un Web interno, che un'Internet interna. Infatti il termine che usavamo tra di noi, prima, era l'ingombrante Enterprise Wide Web. Così, nonostante l'ambiguità del termine IntraNet rispetto a Internet, questo si diffuse per mancanza di alternative migliori. Ho usato la parola intranet per definire un'infrastruttura, basata sugli standard e sulle tecnologie di Internet, che condivide informazioni e contenuti all'interno di un gruppo limitato e ben definito. L'infrastruttura si riferiva alla matrice organizzativa e gestionale volta a creare, gestire e condividere i contenuti. L'unica limitazione tecnica era che la rete fisica doveva basarsi sull'Internet Protocol (IP)".
Ad oggi l'aspetto di un'intranet varia da azienda ad azienda, prendendo forme anche completamente diverse a seconda degli obiettivi e delle teorie di management su cui il sistema viene costruito. A partire dalla metà degli anni '90 questo nuovo paradigma telematico ha impattato sulla mentalità, trasmettendo un cambiamento nella cultura aziendale e mettendo in discussione il sistema di gerarchie e abitudini consolidate. Intranet rappresenta la concezione della comunicazione in azienda, della trasparenza dei processi burocratici, della condivisione della conoscenza, della riduzione del lavoro inutile. Inoltre rafforza la capacità di controllo del centro aziendale sull'intera attività dell'impresa: le intranet divengono così uno dei pilastri della ristrutturazione organizzativa, sia per facilitare altri cambiamenti e sia per migliorare la velocità e la flessibilità dell'azienda stessa.